# Callevophthalmus
Callevophthalmus es un género de arañas araneomorfas de la familia Dictynidae. Se encuentra en Australia.

## Lista de especies
Según The World Spider Catalog 12.0:
- Callevophthalmus albus (Keyserling, 1890)
- Callevophthalmus maculatus (Keyserling, 1890)